# Pasubio
Il Pasubio  (Pazubio in veneto) è un massiccio montuoso carbonatico, dolomitico e in parte calcareo nelle parti sommitali, delle Prealpi Vicentine, situato al confine tra le province di Vicenza e Trento, delimitato dalla Val Leogra, Passo del Pian delle Fugazze, Vallarsa, Val Terragnolo, Passo della Borcola, Val Posina e Colle Xomo. Congiunge le Piccole Dolomiti all'Altopiano di Folgaria. È stato un importante luogo dei combattimenti della prima guerra mondiale.

## Descrizione

### Morfologia

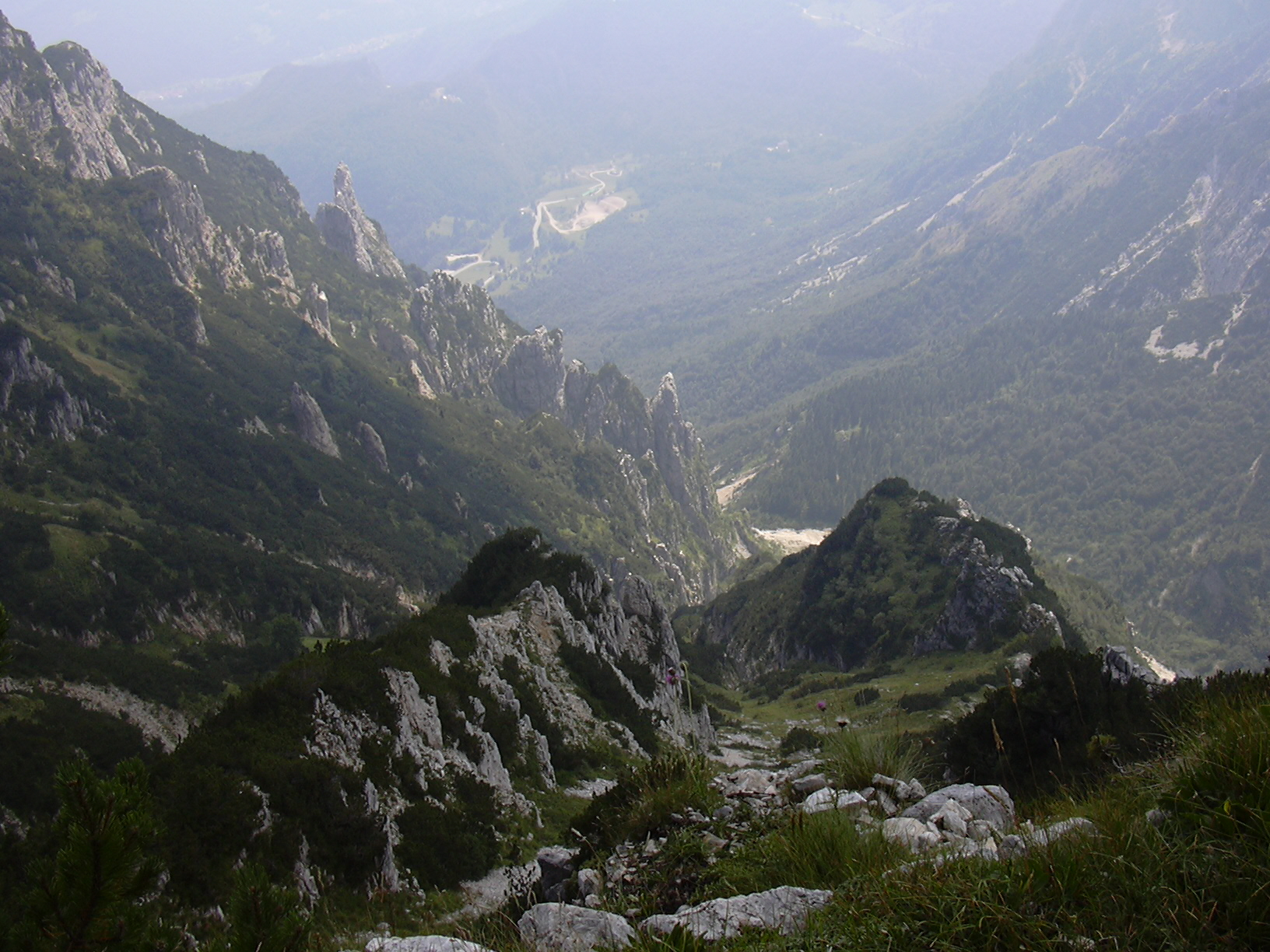
Vista panoramica dal Pasubio

Le pendici sul fronte veneto del gruppo sono molto scoscese, di carattere prettamente dolomitico e dalle caratteristiche guglie, forre e gole, soprattutto sul versante meridionale. La parte superiore è invece costituita da un piccolo, ondeggiato altopiano intorno ai 2 000 metri di altitudine, in cui si alternano alcuni crinali ad ampie conche prative, spesso usate come pascoli.
Caratteristiche sono le valli laterali, impervie e scoscese, che offrono molte possibilità di accesso alla parte più alta del monte. Di particolare interesse sono sul versante meridionale la Val Fieno, la Val Canale e la Val Fontana d'Oro; la Val Sorapàche, la Val Caprara e la Val Gulva in quello orientale; la Val delle Prigioni, la Val di Piazza e la Val dei Foxi in quello occidentale.
Il crinale principale, interamente in provincia di Trento, si sviluppa in direzione nord-sud, dal Cogolo Alto alla massima altezza del Pasubio, Cima Palon (2232 m), estendendosi oltre al Dente italiano e al Dente austriaco. Si tratta della Zona Sacra del Pasubio, così dichiarata dal Regio Decreto n. 1386 nel 1922 in quanto il massiccio fu teatro dei cruenti combattimenti della prima guerra mondiale ed in particolare la prima linea passava proprio in corrispondenza del suddetto crinale.
L'intero paesaggio del Pasubio è sconvolto dai combattimenti durati tre anni e mezzo: ovunque la superficie è martoriata dai crateri delle bombe, si notano ancor oggi le trincee e i camminamenti, non di rado si trovano gallerie e ricoveri. La stessa fitta rete di sentieri che permette di percorrerlo in ogni direzione è stata ottenuta nel corso della guerra, sfruttando anche i preesistenti percorsi utilizzati dai pastori, unici abitanti del luogo.

### Principali vie d'accesso
La Zona Sacra è accessibile anche mediante due strade carrozzabili, anche se oggi chiuse al traffico veicolare. Si tratta della rotabile degli Scarubbi, che parte dal Colle Xomo (1058 m) e che dopo Bocchetta Campiglia (1216 m) è totalmente sterrata. Si risale la gola delle Caneve di Campiglia con 12 tornanti per tagliare poi la parete rocciosa che cade verticale fino a risalire alle Porte del Pasubio (1928 m). Dal Pian delle Fugazze (1162 m) è possibile raggiungere le Porte del Pasubio (1928 m), ove sorgono il rifugio gen. Achille Papa e il bivacco Sacchi-Marzotto, mediante un'altra rotabile che risale la Val Fieno per inserirsi infine nell'impervia Val Canale attraverso la Galleria d'Havet. Prende da qui il nome di Strada degli Eroi, in quanto sulla parete rocciosa scavata per permettere il transito, sono incastonate delle targhe che ricordano le medaglie d'oro del Pasubio.
Un'altra rotabile permette l'accesso all'Alpe Pozze, nella zona settentrionale del massiccio, ove sorge il rifugio Vincenzo Lancia (1825 m), partendo dalla statale che congiunge il Pian delle Fugazze a Rovereto.
Da ricordare la Strada delle 52 gallerie, una mulattiera che attraversa 52 gallerie, costruita durante la prima guerra mondiale. Parte da Bocchetta Campiglia e giunge alle Porte del Pasubio in prossimità del Rifugio Papa.
Il Pasubio presenta infine vie d'accesso attraverso le varie valli che lo solcano in ogni suo lato. È possibile perciò esplorarlo in ogni suo lato, spesso nascosto e selvaggio: talvolta i sentieri si riducono ad esili tracce ed essendo frequente che il monte sia avvolto dalla nebbia, è sempre da prestare attenzione, in quanto non è raro perdere l'orientamento a causa di queste caratteristiche.

## Rinvenimenti archeologici
Il Monte Pasubio, come molte altre aree montane e pedemontane, è stato frequentato sin dall'antichità.
Le più antiche frequentazioni sono riferibili al passaggio di cacciatori-raccoglitori del periodo Mesolitico (tra i 10 000 e gli 8 000 anni dal presente).
In particolare, i rinvenimenti, costituiti da strumentario litico in selce, si trovano tutti nel territorio amministrativo pertinente alla Provincia autonoma di Trento: Alpe Pozze, Monte Roite e Col Santo. I materiali sono conservati presso il Museo tridentino di scienze naturali di Trento.

## Opere belliche

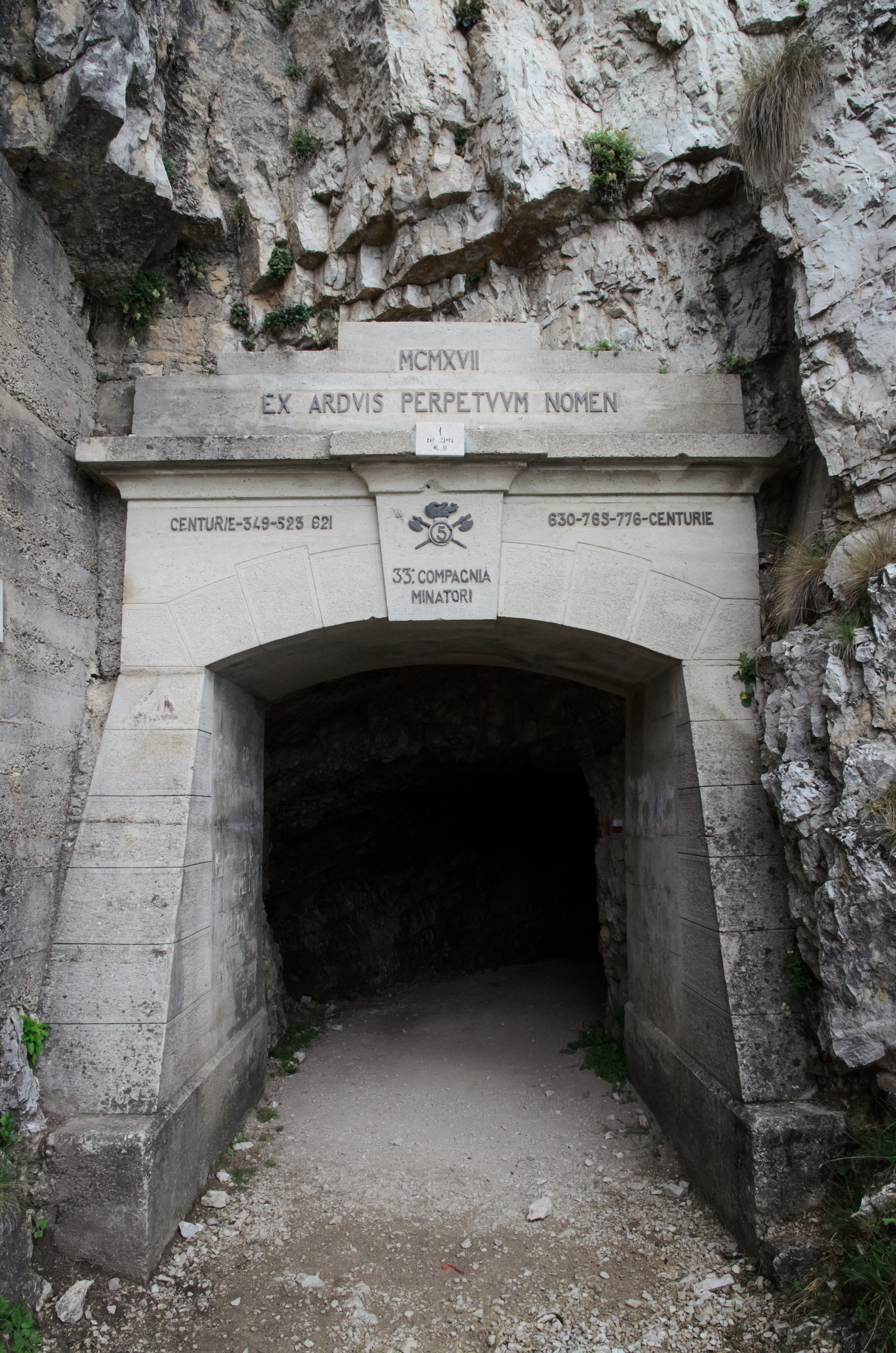
Inizio della Strada delle 52 gallerie

La zona storicamente più importante del Pasubio è stata dichiarata monumentale dal 1922.
È delimitata da 30 cippi che ricordano i reparti che maggiormente si distinsero negli accaniti combattimenti e comprende il Dente italiano, la Cima Palon e il Cògolo Alto, la vetta immediatamente a sud di detta cima. Le principali vie di accesso al Pasubio sono tre:
- La strada delle 52 gallerie: è la più famosa via d'accesso al Pasubio, costruita nel corso della prima guerra mondiale e rappresenta una delle maggiori opere belliche di tutto il conflitto, che non ha probabilmente pari in nessun luogo. Si tratta di una mulattiera che permetteva all'esercito italiano il collegamento fra la base del monte e la zona alta al riparo dal tiro nemico (la già attiva strada degli Scarubbi era invece sotto il fuoco austriaco) e in ogni stagione dell'anno.
- La strada degli Eroi che dal Pian delle Fugazze (1 162 s.l.m.) - galleria d'Havet al rifugio Gen. Papa, sbocca alle Porte del Pasubio (1 918 s.l.m.). Nel tratto a monte sono state collocate le lapidi ricordo dei 15 decorati di Medaglia d'Oro, della zona circostante, tra cui quelle dei trentini Cesare Battisti, Damiano Chiesa e Fabio Filzi;
- La strada degli Scarubbi che dal Ponte Verde (901 s.l.m.), per Colle Xomo (1 058 s.l.m.), Bocchetta di Campiglia, si inerpica sino alle porte del Pasubio, ricollegandosi alla strada degli Eroi.

Un'altra considerevole opera bellica del Pasubio è costituita dal sistema sotterraneo dei due Denti. Si tratta di due speroni rocciosi che superano di poco i 2 200 metri, sul crinale principale, posti l'uno di fronte all'altro, divisi da una selletta. Dopo le prime fasi del conflitto il dente meridionale (Dente italiano) fu fortificato dagli italiani e quello settentrionale dagli austriaci, (Dente austriaco) da cui i loro nomi. Si tratta di vere e proprie fortezze naturali, in cui furono scavati ricoveri, postazioni d'artiglieria e feritoie.

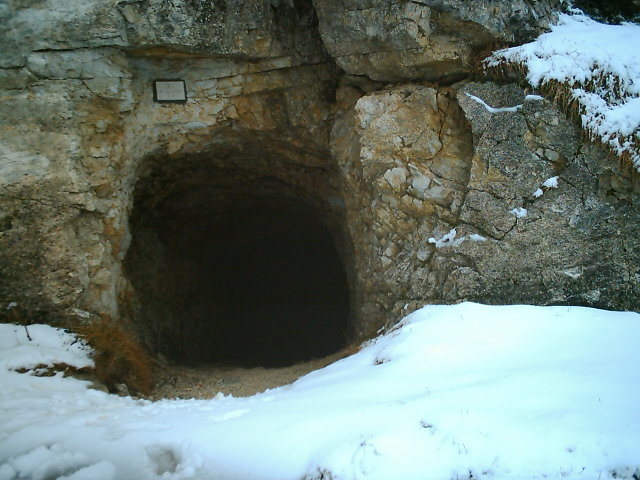
Monte Pasubio, strada delle 52 gallerie: imbocco di una galleria

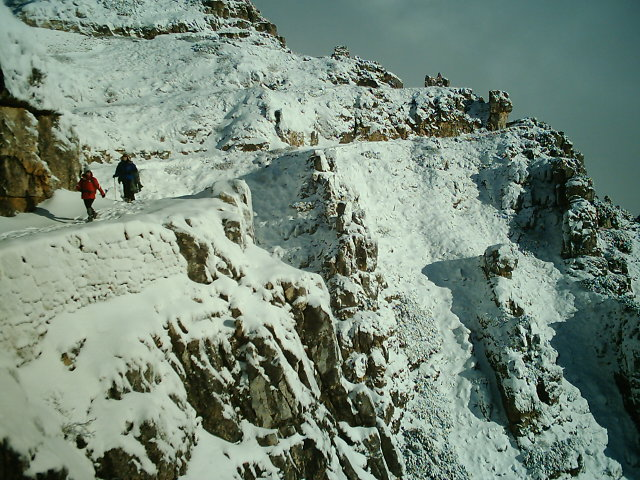
Immagine invernale di un tratto della strada delle 52 gallerie

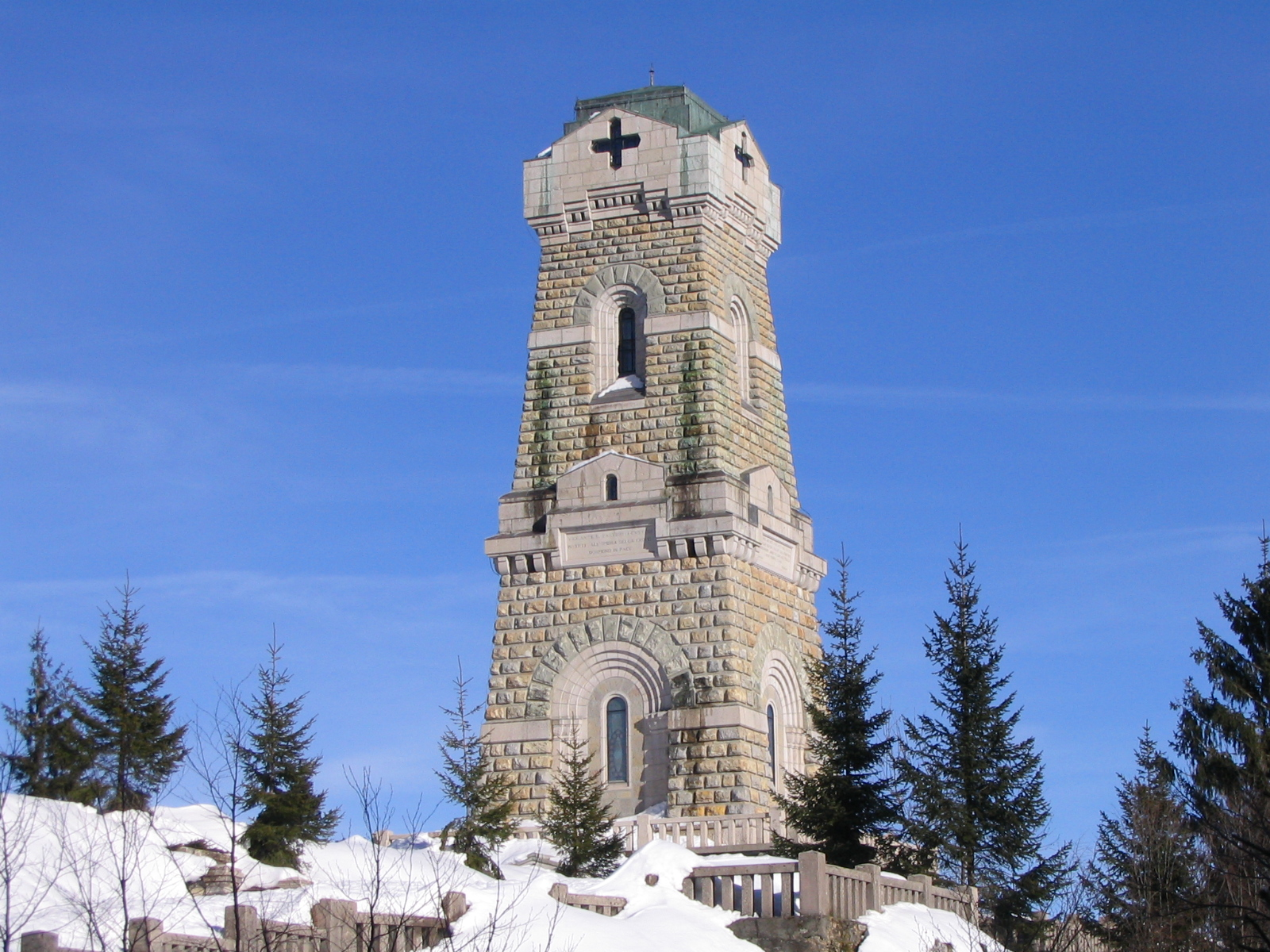
L'Ossario del Pasubio

In particolare nella seconda fase del conflitto, in corrispondenza dell'inverno 1917-18, furono teatro di una guerra parallela denominata “guerra sotterranea” o "guerra delle mine", in quanto da ambo le parti vi era il progetto di arrivare a far saltare con l'esplosivo le postazioni nemiche. Così ancor oggi è possibile individuare (con i dovuti mezzi e le dovute cautele, con la guida di un esperto) le gallerie austriache, con la Ellison che costituisce il tratto principale in direzione del Dente Italiano. Mentre quelle austro-ungariche seguivano un certo progetto iniziale, le gallerie italiane sono contorte e intricate, dovuto evidentemente al fatto che furono scavate come gallerie di contromina, per porre rimedio ai tentativi nemici di far saltare il Dente. Il Dente italiano è inoltre collegato dalla galleria Papa alla retrostante Cima Palon, il cui accesso è ben segnalato appena sotto il punto più alto del Pasubio.
La guerra di mine fu caratterizzata da numerosi scoppi e alterne vicende fino alla grande mina austriaca del 13 marzo 1918, quando cinquantamila chilogrammi di esplosivo squarciarono l'avamposto del Dente italiano.
Un secondo, considerevole sistema sotterraneo si può individuare nel Monte Corno Battisti, così denominato in quanto fu teatro, nel 1916, della cattura da parte delle truppe imperiali dell'irredentista trentino Cesare Battisti, arruolato con il ruolo di tenente nel battaglione alpino Vicenza. L'entrata a questo labirinto sotterraneo è nota solo a pochi esperti, in quanto le gallerie del Corno denominato "Battisti" sono molto più pericolose e soggette a crolli rispetto a quelle dei due Denti.
Oltre alle numerose opere belliche secondarie che si possono trovare in numerose parti del Pasubio, dai ricoveri alle trincee, vi sono altre costruzioni successive al conflitto ma direttamente collegate ad esso.

## Alpinismo
Il massiccio del Pasubio presenta verso sud numerose guglie e vaji (canaloni molto ripidi), una zona somigliante al lato nord del Gruppo del Carega. Alcuni di questi rilievi, in particolare il Soglio d'Uderle, il Soglio Rosso ed il Campanile Fontana d'oro (o Campanile Letter) hanno suscitato interesse negli alpinisti fin dagli anni venti del secolo precedente quando i vicentini Bortolan e Padovan hanno scalato la linea di camini più evidente sulla grande parete del Soglio Rosso. Successivamente anche Raffaele Carlesso ha visitato il gruppo negli anni trenta aprendovi ben tre itinerari di estrema difficoltà. Da allora gli itinerari alpinistici sono proliferati su tutte le pareti della zona del Pasubio, in particolare è stato molto attivo Renato Casarotto negli anni settanta ed i fratelli Balasso negli ultimi due decenni.
Le vie oggi più conosciute ed apprezzate sono:
Area dei Sogli:
- Massiccio della Pria Favella: è il gruppo di cime immediatamente a nord del Pian delle Fugazze e comprendente il Bacchetton (1555 m), il Sengio dell'Avvocato (1731 m), la Rocchetta (1800 m) e la Pria Favella (1834 m)
  - Via Faccio-De Pretto alla Rocchetta: O. Faccio e M. De Pretto nel 1935. 200 m; V.
  - Spigolo sud-est alla Pria Favella: S. Maddalena e D. Castellan nel 1959. 200 m; IV e V.
  - Parete est della Pria Favella: G. Pasin e Fiorenza Maran nel 1963. 200 m, IV e V.
  - Via Soldà: G. Soldà da solo nel 1926. 200 m; IV.
- Al Soglio dell'Incudine (2114 m): grande pala rocciosa bifida che svetta con una grande croce poco al di sotto della cima del Pasubio, ben visibile anche dalla pianura.
  - Via del tennico: è una via recente che sale dapprima l'avancorpo del Soglio e poi la cresta sud con 140 m di sviluppo e passi di V+.
  - Spigolo sud-ovest del pilastro nord: R. Casarotto e D. Campi nel 1973, itinerario estremo per la qualità della roccia ora compatta, ora molto friabile. 250 m; VI+.
  - Spigolo sud-ovest del pilastro sud: R. Casarotto e D. Campi nel 1974 lungo una via un po' più facile della precedente ma salita in condizioni invernali. 250 m; da IV a V+.
- Al Soglio d'Uderle (1680 m): è caratterizzato da pareti strapiombanti e da un gigantesco spigolo rivolto a sud-est.
  - Camino Carlesso: trattasi del grande camino di sinistra dei due che solcano la parete est del Soglio, grande realizzazione per gli anni in cui fu aperta (1933), è alto 250 m e con difficoltà fino al VI-.
  - Spigolo Boschetti-Zaltron: è una delle vie più belle e famose del vicentino, che vince direttamente il grande spigolo dell'avancorpo del Soglio Uderle secondo le linee più deboli, supera una lunghezza di 350 m con difficoltà di V e VI (perfezionata con varianti fino a VIII-).
  - Diedro Nord-est: itinerario moderno che segue il marcato diedro rivolto al Soglio Rosso tra grandi strapiombi, aperto da Micheletto, Dalle Nogare e Galasso nel 2002.
  - Astrofisica: itinerario sportivo chiodato da Guerrini e che raggiunge difficoltà di X (8a+) che si insinua tra il Diedro Pozzo e lo spigolo Boschetti.
  - Diedro Pozzo-Padovan: aperta dalla forte cordata di Piero Pozzo e Francesco Padovan nel 1935, era, ed è, tra i più difficili itinerari delle Piccole, anche se dismessa (350 m; VI+ con tratti erbosi ripidissimi).
  - La Luna nel Pozzo: altro itinerario di M. Guerrini che si insinua sul pilastro strapiombante compreso tra il diedro Pozzo e il Camino Carlesso, Difficoltà molto elevate di VII/VII+ obbligatorio (massimo VIII+).
  - Pilastro Centrale Franzina: itinerario di R. Maltauro e G. Lobbia che supera il giallo spigolo a tetti tra il diedro Pozzo e il camino Carlesso. Chiodata quasi interamente a chiodi normali (300 m; VI+ e A2).
  - Il giardino...con lo stagno: è un itinerario alpinistico-sportivo della cordata Micheletto, Pierantoni, Dalle Nogare, molto apprezzato che sale nel lato sinistro della parete est vincendone il settore più strapiombante (350 m, VII- e 1 passo di A0 o IX-).
  - Il Cavernicolo Volante: molto simile e parallelo alla via precedente, aperto dallo stesso Micheletto con Dalle Nogare e Galasso, che si insinua tra i grandi soffitti e presenta difficoltà molto sostenute (300 m, VII e A1 obbl. o IX).
  - Via Dal Bianco: itinerario che per primo violò i grandi strapiombi della parete sud, aperto da M. Dal Bianco e O Bernardi nel 1961 (200 m; VII+ o VI obbl.).
  - Via Relacs: itinerario di T. Balasso che vince la fascia di rocce giallo-grigie all'estrema sinistra della parete, molto ripetuto (200 m; VII- max, VI obbl.)
  - Via Cucubausette: itinerario di Micheletto, Dalle Nogare e Galasso che sale la porzione di parete tra Relacs e il Vajo Sospeso, del 2005.
- Frate (1760 m): è la guglia che svetta alle spalle del Soglio Uderle.
  - Via Dottor Pietro Tretti: del 1955 di Francesco Zaltron e Antonio Tisato, segue il grande diedro proteso verso il Voro d'Uderle. 200 m; V.
- Al Soglio Rosso (1650 m): è la grande montagna che sorge con pareti gialle e strapiombanti a chiudere a nord i pascoli di Raspanche, a nord del Soglio Uderle.
  - Via del Gran Solco: è la prima via aperta sulla parete (Bortolan e Padovan nel 1928) e segue la linea di canali e camini a sinistra del grande avancorpo piramidale al centro della muraglia (350 m, fino al IV+).
  - Camini della Voragine: si tratta della serie di camini appena a destra del solco principale della Voragine, la gola che scende dritta sul Voro d'Uderle, vinta da U. Conforto e F. Padovan nel 1937. 265 m di V e VI.
  - Via Sognjo Rosso: via che sale alcuni poco marcati diedri a destra del grande colatoio
  - Via Poènta e Scopetòn: itinerario misto alpinistico-sportivo aperto dai fratelli Balasso con G. Casarotto e che sale la parete a sinistra del gran solco (250 m, VI+ e A1).
  - Via della Piramide: itinerario storico che sale lo spigolo sinistro del grande pilastro piramidale e è di rado ripetuto (350 m, V e A1).
  - Via Potere agli Onesti: itinerario molto impegnativo misto libera-artificiale che sale il centro del grande pilastro della parete (200 m; VII- e A2).
  - Via diretta Carlesso: segue i diedri e fessure a destra della piramide, altra audace impresa del forte alpinista negli anni trenta (250 m, VI nella parte sotto i camini, poi IV+).
  - Via della Pendola: è una via moderna aperta dai fratelli Balasso che segue il filo di un pilastro con tetti e strapiombi tra la Carlesso e la successiva direttissima (400 m, VI+ e passi di VII e A0)
  - Via direttissima Casarotto: un altro capolavoro alpinistico delle Piccole Dolomiti, aperta dal fuoriclasse vicentino nei primi anni settanta e riscoperta parecchio tempo dopo, è una via ambita e frequentata, molto difficile di 250 m di VI sostenuto, sale il grande diedro strapiombante sul lato destro della parete, al termine della Grande Cengia sotto la piramide.
  - Via Grana: itinerario di grande impegno che approccia la fessura appena a destra della Casarotto dopo aver superato placche lisce. 250 m; VI e A2.
  - Via Giù la testa: aperta da T. Balasso, è tra le più lunghe delle Piccole Dolomiti e scala il pilastro strapiombante che forma uno spigolo a perpendicolo sopra il canale sud della Teleferica, a monte del Campanile Fontana d'Oro (500 m, VI+ e A0).
  - Via Salbega: altra via di Micheletto e Dalle Nogare che sale il lungo spigolo a sinistra di Giù la testa.
  - Via degli allocchi: è la via più strapiombante delle Piccole Dolomiti che supera direttamente il pilastro destro della parete, sopra il Campanile Fontana d'oro (400 m, V+ e A1-A2).
  - Altri itinerari sono stati tracciati sulle pareti del Soglio Rosso, come i grandi camini che solcano i lati del grande spigolo che incombe sopra il Campanile Fontana d'Oro ma sono stati abbandonati, come anche abbandonati risultano il Colatoio Fratelli Cavion (la striscia nera a sinistra della parete gialla), la Diagonale Ravelli (il grande diedro obliquo sopra la parete gialla e che si attacca dal Voro d'Uderle) e la via "spigolo Giallo" di M. Dal Bianco sullo spigolo della piramide, quasi completamente schiodata.
- Al Campanile Fontana d'oro (1545 m): è l'aguzza piramide che sorge all'imbocco dell'omonima valle che conduce al Pasubio, ad est del Soglio Rosso.
  - Via Bortolan-Padovan: è la via comune di salita al Campanile, che attacca la cresta dalla Forcella della Teleferica, 120 m, III e IV.
  - Via Balasso Brothers: scala il pilastro sud-ovest del Campanile ed è discretamente ripetuta, 250 m di V e VI.
  - Via De qua e de là: via che sale lo spigolo sud del campanile alla ricerca della roccia migliore e dei passaggi più interessanti, 250 m di V e VI-.
  - Via Pozzo-Padovan: un'altra difficile realizzazione dell'attivissima cordata P. Pozzo e F. Padovan, nel 1934. itinerario in roccia friabile molto difficile, lungo i diedri a destra di Balasso Brothers. 230 m; VI.
  - Via Frank Zappa: via alpinistica moderna di Tozzo, Losco e Dalle Nogare del 1994, poco ripetuta.
  - Altri itinerari come il camino nord, la via Castellan-Bernardi o la via originaria Costa-Thaler-Pozzer del 1905, risultano completamente abbandonati per la roccia friabile ed erbosa.
- Guglia dei Ronle (1550 m): è la torre piramidale molto snella che sorge ad est della Val Fontana d'Oro, tra il vajo del Ponte e lo Scaranto dei Ronle.
  - Spigolo Sud: itinerario recentemente riattrezzato, aperto da P. Pozzo e F. Padovan nel 1934. 180 m; V.
- Torre dei Ronle (1525 m): ben appariscente per la sua forma squadrata solcata da una ben visibile fessura verticale, appena a sud-est della precedente.
  - Via Pozzo Padovan: sempre la forte cordata di P. Pozzo e F. Padovan che superarono il diedro al centro della parete sud. 250 m, V+.
- Guglia degli operai (1700 m): è la più grande e slanciata di tutte le guglie del settore centrale dei Sogli, con una bandiera rossa in vetta.
  - Spigolo sud: F. Padovan, M. Busato e G. Bortolan nel 1926 lungo l'aereo filo dello spigolo, poco ripetuto. 350 m; IV e V.
  - Via Pozzo-Padovan: aperta nel 1935 dagli attivissimi P. Pozzo e F. Padovan lungo il marcato sistema di fessure della parete ovest. 300 m; V.
- Sasso delle Poe (1525 m): sommità rocciosa costituita da più punte e limitata dalla Sella dei Cotorni, indicato come Sgralaite Alte in Pieropan.
  - Via Camossara: T. Balasso, E. Xodo e L. Belpinati nel 2014 lungo lo spigolo sud e la cresta. 240 m; V+.
  - Via Barbara: R. Dal Cengio, S. Urbani e G. Lucato nel 1974, del tutto simile alla precedente ma con roccia più friabile. 240 m; V.
- Torre del Motto (1508 m): è la più caratteristica, slanciata e verticale del gruppo di torri, ben visibile dal Pian delle Fugazze, sottile e gialla. è anche uno degli angoli più selvaggi del gruppo.
  - Camino est: è la prima via alla torre, aperta da O. Faccio e G. Martinello nel 1935. 200 m; IV e V.
  - Camino nord: una via più diretta della precedente e che è la più ripetuta. O. Faccio e G. Bregadin nel 1935, pochi giorni dopo la precedente. 200 m; V+.
  - Spigolo sud-ovest: tuttora tra le vie più ardue delle Piccole Dolomiti, lungo l'affilatissimo e strapiombante spigolo, aperto da L. Grana e G. cavion nel 1959. 250 m; VI+ e A3 sostenuto.
- Lasta del Motto: compatta parete rocciosa che sorge a sud delle torri, sopra Malga Busi, indicato come Soglio Sgralaite in Pieropan.
  - Via Faccio-De Pretto: la prima via aperta sulla Lasta nel 1935 da O. Faccio e M. De Pretto. 200 m; IV.
  - Via Granza-Vezzaro: itinerario del 1963 di L. Grana e R. Vezzaro di grande difficoltà. 220 m; VI.
  - Via Giglio Rosso: itinerario sportivo di L. Belpinati e G. P. Ometto del 2013 che percorre interamente le lastre rocciose della Lasta del Motto. 380 m; V e VI.
- Monte Forni Alti (2021 m): è la vetta principale della costiera che dal Rifugio Achille Papa degrada verso Colle Xomo e tra le cui viscere passa la strada delle 52 gallerie.
  - Boale Rosso: è il canalone parallelo alla Val Fontana d'Oro che sale al Passo Fontana d'Oro, percorso in tutte le stagioni. 900 m; A.
  - Vajo del Ponte: è il più frequentato del gruppo di grandi solchi che salgono al Passo Fontana d'Oro, percorso da D. Zona, P. L. Curti, G. Dal Corno, S. Fincato e A. Pittoni nel 1925. A.
  - Vajo di Mezzo: il canale più lungo e difficile del settore, percorso da P. Pozzo e F. padovan nel 1935. 1000 m ca., A.
  - Vajo del Motto: il canale parallelo al Vajo di Mezzo che prende il nome dal grande salto che lo sbarra a metà, all'altezza dell'omonima torre, Il Motto. G. Falcipieri e B. Frigo nel 1935. A.
  - Vajo del Pino: tributario del Vajo del Motto, è tutt'oggi molto frequentato. A.

A nord, lato Posina, nella Val Sorapache, l'intensa attività di Tranquillo Balasso e compagni ha portato all'apertura di numerose vie nuove ed alla prima ascensione di alcuni contrafforti rimasti dimenticati per lungo tempo.
- Cima Campiglia: cima piramidale poco appariscente che sorge al di sopra dei primi due tornanti della Strada degli Scarrubbi.
  - Via Facile e Bella: la Cima Campiglia si affaccia sulla strada degli Scarrubbi ed è la prima elevazione che si incontra. Questa via ne risale lo spigolo con alcuni interessanti passaggi (200 m, V).
  - Via Incredibile ma vero: la prima nata su questa cima e ne sfrutta le linee più logiche (200 m; VI).
- Punta del vecio: vetta rocciosa che sorge a nord del Fratòn, in Val Sorapache, e divide quest'ultimo dalla Torre Gabrisa.
  - Via Tajeto del Vecio: 135 m; VII o VI e A0.
  - Diedro Campi: itinerario storico del 1983 di D. Campi e G. Pertile, sebbene ripetuto la prima volta solo nel 2010 da T. Balasso e S. Antoniazzi. 150 m; VIII-.
  - Via My friends: 160 m; VI.
  - Via Tabaca: 160 m; VI.
  - Via Tachète al Tram: 160 m; VI+.
  - Via Formiche rosse: 220 m; VII+ o VI/A0.
- Fratòn: la grande guglia che domina la Val Sorapache.
  - Via del Barba: via di notevole impegno che sale la parete est della maestosa guglia della Val Sorapache, 220 m; VI e A0 o VII+.
  - Via Una per quattro: itinerario che combina i tiri migliori delle quattro vie storiche della parete est. 220 m; VI+ e VI/A0 o VII.
  - Spigolo Pozzo-Giordani: itinerario storico, aperto nel 1936 da P. Pozzo e B. Giordani e che ancora oggi si presenta ostico, rimane a destra della via del Barba, 200 m; VI- e A0.
  - Integrale parete nord: aperta nel 1976 da R. Borgo e F. Zuccolo, resta ancora oggi totalmente indipendente, anche se molto vicina alle due seguenti. 300 m; V+ e A2.
  - Via Linea Rossa: parzialmente indipendente, 260 m; VII+ o VI e A0.
  - Via El Duro del Fraton: la più ripetuta del Fratòn, 285 m; VII o VI e A0.
  - Via Garrincha: sale a destra di El Duro e vi si immette nei tiri sommitali. 300 m; VII o VI e A0.
  - Spigolo nord-ovest: percorso la prima volta da R. Dal Balcon e B. Borriero nel 1979, segue tutto il filo dell'affilato spigolo della parete nord. 290 m; V+.
- Torre Gabrisa: aguzzo dente ben visibile dalla Val Sorapache che sorge immediatamente a nord delle due cime sopracitate. 
  - Via Binotto-Dalle Carbonare: la via classica a questa torre che sale il suo marcato spigolo per placche arrotondate, 170 m; V.
  - Via The bESt of Gabrisa: 150 m; VI+; in parte franata.
  - Via The bOVEST of Gabrisa: 150 m; VI/A0 o VII-.
  - Via directa Gabrisa: 150 m; VII+ o VI+/A0.
- Frati Alti:  massiccio castello di roccia che chiude la testata inferiore della Val Sorapache, dove questa piega ad ovest in direzione delle Porte del Pasubio. 
  - Via del Clan: una via lunga e selvaggia su una cima poco visitata, 285 m; VI e A0 o VII+.
- Punta delle Lucche: è l'altro grande contrafforte della valle, molto articolato, che sorge sul lato occidentale, a cavallo tra Val Sorapache e Val Pruche.
  - Via Posina: aperta sul pilastro aguzzo posto davanti ai Frati Alti, dove la valle forma un'ansa. 150 m; VII o VI+/A0.
  - Zoccolo duro sinistro: parte dal gran camino che scende a fondovalle e sale la parete dello zoccolo della Punta delle Lucche. 320 m; VI.
  - Via Sorapache Way: la più lunga via del Pasubio e una delle più lunghe delle Piccole Dolomiti, percorre il canale centrale della parete e poi una serie di diedri fino in vetta. 600 m; da III a VI+.
  - Vajo della nosa: itinerario che percorre il canale a destra del centro della parete e sbuca sulla cresta sommitale, simile al precedente. 600 m; da III a VI+.
- Cavalòn: bastione che dalla Punta delle Lucche scende in Val Pruche.
  - Via i tre Re Magi: via che percorre il lato sinistro della parete nord, a cavallo tra la Val Sorapache e la Val Pruche. 330 m; V+.
  - Via la Selvaggia: sale il pilastro nord della cima, partendo da Val Pruche. 250 m; VII- o VI-/A0.

Il resto della Val Sorapache presenta anche altri settori come la Val del Tauro con numerose nuove realizzazioni, sempre in ambiente selvaggio e che stanno venendo di volta in volta esplorate; a ciò si aggiungono brevi itinerari sportivi in Vallarsa, tra cui uno al Corno Battisti, e altri ormai sconosciuti nella zona del Monte Novegno.
I versanti del Pasubio presentano alcuni profondi solchi, i Vaji, alcuni dei quali molto impegnativi. Il Vajo del Motto, lo Scaranto dei Ronle ed il Vajo di Mezzo sono solo alcuni di questi canaloni che rappresentano valide salite invernali e primaverili per terreno misto di neve, ghiaccio e roccia.

## Cartografia
- Sentieri Pasubio e Carega-foglio Nord, 1:20.000, Sezioni vicentine del CAI.
- Sentieri della val di Posina, edito dalla Provincia di Vicenza, assessorato al turismo [collegamento interrotto], su posina.info. URL consultato il 26 aprile 2013.
- Carta turistica 1:50000 n.101 - Rovereto M. Pasubio, Kompass - carte, ISBN 978-3-85491-103-6.